# Dirka po Italiji 1991
Dirka po Italiji 1991 (italijansko Giro d'Italia 1991) je 74. izvedba dirke po Italiji, tritedenske moške cestne kolesarske etapne dirke. Začela se je 26. maja v Olbii in končala 16. junija v Milanu. Sodelovalo je 180 kolesarjev iz 20-ih ekip. Rožnato majico je prvič osvojil Franco Chioccioli (Del Tongo–MG Boys), drugo mesto Claudio Chiappucci (Carrera Jeans–Tassoni), tretje pa Massimiliano Lelli (Ariostea). Vijolično majico je osvojil Claudio Chiappucci, modro majico Alberto Leanizbarrutia (Castorama–Raleigh), zeleno majico Iñaki Gastón (Castorama–Raleigh), belo majico pa Massimiliano Lelli.

## Ekipe
- Amore & Vita–Fanini
- Ariostea
- Banesto
- Carrera Jeans–Tassoni
- Castorama–Raleigh
- CLAS–Cajastur
- Chateau d'Ax–Gatorade
- Colnago-Lampre
- Del Tongo–MG Boys
- Gis Gelati–Ballan
- Italbonifica–Navigare
- Jolly Componibili–Club 88
- Lotus–Festina
- ONCE
- Pony Malta–Avianca
- Selle Italia–Magniarredo–Veta
- Seur–Otero
- TVM–Sanyo
- ZG Mobili–Bottecchia
- Z

## Etape
| Etapa | Datum     | Štart/Cilj                           | Razdalja    | Tip         | Tip                  | Zmagovalec                |             |
| ----- | --------- | ------------------------------------ | ----------- | ----------- | -------------------- | ------------------------- | ----------- |
| 1     | 26. maj   | Olbia – Olbia                        | 193 km      |             | gorska etapa         | Philippe Casado (FRA)     |             |
| 2a    | 27. maj   | Olbia – Sassari                      | 127 km      |             | gorska etapa         | Gianni Bugno (ITA)        |             |
| 2b    | 27. maj   | Sassari                              | 7 km        |             | posamični kronometer | Gianluca Pierobon (ITA)   |             |
| 3     | 28. maj   | Sassari – Cagliari                   | 231 km      |             | ravninska etapa      | Mario Cipollini (ITA)     |             |
|       | 29. maj   | dan počitka                          | dan počitka | dan počitka | dan počitka          | dan počitka               | dan počitka |
| 4     | 30. maj   | Sorrento – Sorrento                  | 170 km      |             | gorska etapa         | Éric Boyer (FRA)          |             |
| 5     | 31. maj   | Sorrento – Scanno                    | 246 km      |             | gorska etapa         | Marino Lejarreta (ESP)    |             |
| 6     | 1. junij  | Scanno – Rieti                       | 205 km      |             | gorska etapa         | Vladimir Pulnikov (URS)   |             |
| 7     | 2. junij  | Rieti – Città di Castello            | 174 km      |             | ravninska etapa      | Mario Cipollini (ITA)     |             |
| 8     | 3. junij  | Città di Castello – Prato            | 169 km      |             | ravninska etapa      | Davide Cassani (ITA)      |             |
| 9     | 4. junij  | Prato – Felino                       | 229 km      |             | gorska etapa         | Massimo Ghirotto (ITA)    |             |
| 10    | 5. junij  | Collecchio – Langhirano              | 43 km       |             | posamični kronometer | Gianni Bugno (ITA)        |             |
| 11    | 6. junij  | Sala Baganza – Savona                | 223 km      |             | ravninska etapa      | Maximilian Sciandri (ITA) |             |
| 12    | 7. junij  | Savona – Pian del Re                 | 182 km      |             | gorska etapa         | Massimiliano Lelli (ITA)  |             |
| 13    | 8. junij  | Savigliano – Sestriere               | 192 km      |             | gorska etapa         | Eduardo Chozas (ESP)      |             |
| 14    | 9. junij  | Torino – Morbegno                    | 239 km      |             | ravninska etapa      | Franco Ballerini (ITA)    |             |
| 15    | 10. junij | Morbegno – Aprica                    | 132 km      |             | gorska etapa         | Franco Chioccioli (ITA)   |             |
| 16    | 11. junij | Tirano – Selva di Val Gardena        | 220 km      |             | gorska etapa         | Massimiliano Lelli (ITA)  |             |
| 17    | 12. junij | Selva di Val Gardena – Passo Pordoi  | 169 km      |             | gorska etapa         | Franco Chioccioli (ITA)   |             |
| 18    | 13. junij | Pozza di Fassa – Castelfranco Veneto | 165 km      |             | ravninska etapa      | Silvio Martinello (ITA)   |             |
| 19    | 14. junij | Castelfranco Veneto – Brescia        | 185 km      |             | gorska etapa         | Gianni Bugno (ITA)        |             |
| 20    | 15. junij | Broni – Casteggio                    | 66 km       |             | posamični kronometer | Franco Chioccioli (ITA)   |             |
| 21    | 16. junij | Pavia – Milano                       | 153 km      |             | ravninska etapa      | Mario Cipollini (ITA)     |             |
|       | Skupaj    | Skupaj                               | 3715 km     | 3715 km     | 3715 km              | 3715 km                   | 3715 km     |

## Razvrstitev po klasifikacijah
| Etapa  | Zmagovalec          | Rožnata majica ·  | Vijolična majica · | Zelena majica ·        | Bela majica ·      | Modra majica ·         | Ekipno                        |
| ------ | ------------------- | ----------------- | ------------------ | ---------------------- | ------------------ | ---------------------- | ----------------------------- |
| 1      | Philippe Casado     | Philippe Casado   | Philippe Casado    | Alberto Leanizbarrutia | Gianluca Bortolami | Alberto Leanizbarrutia | Selle Italia–Magniarredo–Veta |
| 2a     | Gianluca Pierobon   | Franco Chioccioli | Franco Chioccioli  | Alberto Leanizbarrutia | Gianluca Bortolami | Alberto Leanizbarrutia | Carrera Jeans–Tassoni         |
| 2b     | Mario Cipollini     | Franco Chioccioli | Franco Chioccioli  | Alberto Leanizbarrutia | Gianluca Bortolami | Alberto Leanizbarrutia | Carrera Jeans–Tassoni         |
| 3      | Eduardo Chozas      | Franco Chioccioli | Franco Chioccioli  | Alberto Leanizbarrutia | Gianluca Bortolami | Alberto Leanizbarrutia | Carrera Jeans–Tassoni         |
| 4      | Éric Boyer          | Éric Boyer        | Claudio Chiappucci | Alberto Leanizbarrutia | Gianluca Bortolami | Alberto Leanizbarrutia | Z                             |
| 5      | Marino Lejarreta    | Franco Chioccioli | Claudio Chiappucci | Acácio da Silva        | Massimiliano Lelli | Alberto Leanizbarrutia | ONCE                          |
| 6      | Vladimir Pulnikov   | Franco Chioccioli | Franco Chioccioli  | Acácio da Silva        | Massimiliano Lelli | Alberto Leanizbarrutia | Carrera Jeans–Tassoni         |
| 7      | Mario Cipollini     | Franco Chioccioli | Claudio Chiappucci | Acácio da Silva        | Massimiliano Lelli | Alberto Leanizbarrutia | Carrera Jeans–Tassoni         |
| 8      | Davide Cassani      | Franco Chioccioli | Claudio Chiappucci | Acácio da Silva        | Massimiliano Lelli | Alberto Leanizbarrutia | Carrera Jeans–Tassoni         |
| 9      | Massimo Ghirotto    | Franco Chioccioli | Claudio Chiappucci | Acácio da Silva        | Massimiliano Lelli | Alberto Leanizbarrutia | Carrera Jeans–Tassoni         |
| 10     | Gianni Bugno        | Franco Chioccioli | Claudio Chiappucci | Acácio da Silva        | Massimiliano Lelli | Alberto Leanizbarrutia | Carrera Jeans–Tassoni         |
| 11     | Maximilian Sciandri | Franco Chioccioli | Claudio Chiappucci | Acácio da Silva        | Massimiliano Lelli | Alberto Leanizbarrutia | Carrera Jeans–Tassoni         |
| 12     | Massimiliano Lelli  | Franco Chioccioli | Claudio Chiappucci | Acácio da Silva        | Massimiliano Lelli | Alberto Leanizbarrutia | Carrera Jeans–Tassoni         |
| 13     | Eduardo Chozas      | Franco Chioccioli | Claudio Chiappucci | Iñaki Gastón           | Massimiliano Lelli | Alberto Leanizbarrutia | Carrera Jeans–Tassoni         |
| 14     | Franco Ballerini    | Franco Chioccioli | Claudio Chiappucci | Iñaki Gastón           | Massimiliano Lelli | Alberto Leanizbarrutia | Carrera Jeans–Tassoni         |
| 15     | Franco Chioccioli   | Franco Chioccioli | Claudio Chiappucci | Iñaki Gastón           | Massimiliano Lelli | Alberto Leanizbarrutia | ONCE                          |
| 16     | Massimiliano Lelli  | Franco Chioccioli | Claudio Chiappucci | Iñaki Gastón           | Massimiliano Lelli | Alberto Leanizbarrutia | ONCE                          |
| 17     | Franco Chioccioli   | Franco Chioccioli | Claudio Chiappucci | Iñaki Gastón           | Massimiliano Lelli | Alberto Leanizbarrutia | Carrera Jeans–Vagabond        |
| 18     | Silvio Martinello   | Franco Chioccioli | Claudio Chiappucci | Iñaki Gastón           | Massimiliano Lelli | Alberto Leanizbarrutia | Carrera Jeans–Vagabond        |
| 19     | Gianni Bugno        | Franco Chioccioli | Claudio Chiappucci | Iñaki Gastón           | Massimiliano Lelli | Alberto Leanizbarrutia | Carrera Jeans–Vagabond        |
| 20     | Franco Chioccioli   | Franco Chioccioli | Claudio Chiappucci | Iñaki Gastón           | Massimiliano Lelli | Alberto Leanizbarrutia | Carrera Jeans–Vagabond        |
| 21     | Mario Cipollini     | Franco Chioccioli | Claudio Chiappucci | Iñaki Gastón           | Massimiliano Lelli | Alberto Leanizbarrutia | Carrera Jeans–Vagabond        |
| Skupaj | Skupaj              | Franco Chioccioli | Claudio Chiappucci | Iñaki Gastón           | Massimiliano Lelli | Alberto Leanizbarrutia | Carrera Jeans–Tassoni         |

## Končna razvrstitev
| Legenda | Legenda                                   | Legenda | Legenda                                       |
| ------- | ----------------------------------------- | ------- | --------------------------------------------- |
|         | Predstavlja vodilnega v skupnem seštevku  |         | Predstavlja vodilnega v razvrstitvi Intergiro |
|         | Predstavlja vodilnega po točkah           |         | Predstavlja vodilnega v gorski razvrstitvi    |
|         | Predstavlja najboljšega mladega kolesarja |         |                                               |

### Rožnata majica
| Poz. | Kolesar                   | Ekipa                         | Čas         |
| ---- | ------------------------- | ----------------------------- | ----------- |
| 1    | Franco Chioccioli (ITA)   | Del Tongo–MG Boys             | 99h 35' 43" |
| 2    | Claudio Chiappucci (ITA)  | Carrera Jeans–Tassoni         | + 3' 48"    |
| 3    | Massimiliano Lelli (ITA)  | Ariostea                      | + 6' 56"    |
| 4    | Gianni Bugno (ITA)        | Chateau d'Ax–Gatorade         | + 7' 49"    |
| 5    | Marino Lejarreta (ESP)    | ONCE                          | + 10' 23"   |
| 6    | Éric Boyer (FRA)          | Z                             | + 11' 09"   |
| 7    | Leonardo Sierra (VEN)     | Selle Italia–Magniarredo–Veta | + 11' 56"   |
| 8    | Marco Giovannetti (ITA)   | Chateau d'Ax–Gatorade         | + 13' 03"   |
| 9    | Zenon Jaskuła (POL)       | Del Tongo–MG Boys             | + 18' 22"   |
| 10   | Eduardo Chozas Olmo (ESP) | ONCE                          | + 23' 42"   |

### Vijolična majica
| Poz. | Kolesar                     | Ekipa                 | Točke |
| ---- | --------------------------- | --------------------- | ----- |
| 1    | Claudio Chiappucci (ITA)    | Carrera Jeans–Tassoni | 283   |
| 2    | Franco Chioccioli (ITA)     | Del Tongo–MG Boys     | 239   |
| 3    | Mario Cipollini (ITA)       | Del Tongo–MG Boys     | 191   |
| 4    | Gianni Bugno (ITA)          | Chateau d'Ax–Gatorade | 189   |
| 5    | Marino Lejarreta (ESP)      | ONCE                  | 143   |
| 6    | Massimiliano Lelli (ITA)    | Ariostea              | 131   |
| 7    | Jean-François Bernard (FRA) | Banesto               | 124   |
| 8    | Éric Boyer (FRA)            | Z                     | 115   |
| 9    | Gianluca Bortolami (ITA)    | Colnago-Lampre        | 110   |
| 10   | Silvio Martinello (ITA)     | Italbonifica–Navigare | 94    |

### Zelena majica
| Poz. | Kolesar                  | Ekipa                     | Točke |
| ---- | ------------------------ | ------------------------- | ----- |
| 1    | Iñaki Gastón (ESP)       | Castorama–Raleigh         | 75    |
| 2    | Claudio Chiappucci (ITA) | Carrera Jeans–Tassoni     | 69    |
| 3    | Franco Chioccioli (ITA)  | Del Tongo–MG Boys         | 57    |
| 4    | Acácio da Silva (POR)    | Lotus–Festina             | 46    |
| 5    | Massimiliano Lelli (ITA) | Ariostea                  | 38    |
| 6    | Marino Lejarreta (ESP)   | ONCE                      | 26    |
| 7    | Gianni Bugno (ITA)       | Chateau d'Ax–Gatorade     | 19    |
| 8    | Marco Giovannetti (ITA)  | Chateau d'Ax–Gatorade     | 18    |
| 9    | Franco Vona (ITA)        | Jolly Componibili–Club 88 | 14    |
| 9    | Eduardo Chozas (ESP)     | ONCE                      | 14    |
| 9    | Francisco Espinosa (ESP) | Castorama–Raleigh         | 14    |

### Bela majica
| Poz. | Kolesar                   | Ekipa                         | Čas         |
| ---- | ------------------------- | ----------------------------- | ----------- |
| 1    | Massimiliano Lelli (ITA)  | Ariostea                      | 99h 42' 39" |
| 2    | Leonardo Sierra (VEN)     | Selle Italia–Magniarredo–Veta | + 5' 00"    |
| 3    | Gianluca Bortolami (ITA)  | Colnago-Lampre                | + 27' 36"   |
| 4    | Santos Hernández (ESP)    | ONCE                          | + 36' 53"   |
| 5    | Stefano Della Santa (ITA) | Amore & Vita–Fanini           | + 55' 16"   |

### Modra majica
| Poz. | Kolesar                      | Ekipa                 | Čas         |
| ---- | ---------------------------- | --------------------- | ----------- |
| 1    | Alberto Leanizbarrutia (ESP) | Castorama–Raleigh     | 59h 34' 55" |
| 2    | Claudio Chiappucci (ITA)     | Carrera Jeans–Tassoni | + 9' 36"    |
| 3    | Franco Chioccioli (ITA)      | Del Tongo–MG Boys     | + 9' 39"    |
| 4    | Gianni Bugno (ITA)           | Chateau d'Ax–Gatorade | + 10' 10"   |
| 5    | Marino Lejarreta (ESP)       | ONCE                  | + 11' 12"   |

### Ekipna razvrstitev
| Poz. | Ekipa                 | Čas          |
| ---- | --------------------- | ------------ |
| 1    | Carrera Jeans–Tassoni | 299h 49' 51" |
| 2    | ONCE                  | + 4' 40"     |
| 3    | Chateau d'Ax–Gatorade | + 21' 40"    |
| 4    | Banesto               | + 35' 07"    |
| 5    | Castorama–Raleigh     | + 54' 57"    |
| 6    | Z                     | + 57' 25"    |
| 7    | Del Tongo–MG Boys     | + 1h 38' 21" |
| 8    | Ariostea              | + 1h 41' 52" |
| 9    | Lotus–Festina         | + 1h 52' 00" |
| 10   | Pony Malta–Avianca    | + 1h 59' 12" |